# 웹툰을 원작으로 한 애니메이션 목록
다음은 웹툰을 원작으로 한 애니메이션 작품 목록이다.

## 작품 순서(방영년도순)
| 방영년도 | 제목                                           | 원작                                                          | 비고               |
| -------- | ---------------------------------------------- | ------------------------------------------------------------- | ------------------ |
| 2022     | 좀비가 되어버린 나의 딸                        | 이윤창의 《좀비가 되어버린 나의 딸》                          |                    |
| 2021     | 웰컴투 정글스쿨                                | 탐이부의 《애니멀 스쿨》                                      | 카카오페이지       |
| 2021     | 마음의 소리 3기                                | 조석의《마음의 소리》                                         |                    |
| 2021     | 도깨비언덕에 왜 왔니?                          | 김용희의 《도깨비언덕에 왜 왔니?》                            | 다음(카카오웹툰)   |
| 2021     | 수평선                                         | 정지훈의 《수평선》                                           |                    |
| 2021     | 열대어                                         | 실버벨의 《열대어》                                           |                    |
| 2020     | 신의 탑                                        | SIU의 《신의 탑》                                             |                    |
| 2020     | 파페포포 메모리즈                              | 심승현의 《파페포포 메모리즈》                                |                    |
| 2020     | 마음의 소리 2기                                | 조석의《마음의 소리》                                         |                    |
| 2020     | 갓 오브 하이스쿨                               | 박용제의 《갓 오브 하이스쿨》                                 |                    |
| 2020     | 노블레스(TVA)                                  | 손제호, 이광수의 《노블레스》                                 |                    |
| 2020     | 기기괴괴 성형수                                | 오성대의 《기기괴괴》                                         | 영화               |
| 2020     | 슈퍼 시크릿                                    | 이온의 《슈퍼 시크릿》                                        |                    |
| 2020     | 시타를 위하여                                  | 하가의 《시타를 위하여》                                      | 제작 취소          |
| 2019     | 어느 날 잠에서 깨어보니 베이글녀가 되어 있었다 | 탱크가이의 《어느 날 잠에서 깨어보니 베이글녀가 되어 있었다》 | 레진코믹스         |
| 2019     | 고교생을 환불해주세요                          | Croissant의 《고교생을 환불해주세요》                         | 숏 애니            |
| 2019     | 귀전구담                                       | QTT의 《귀전구담》                                            | 숏 애니            |
| 2019     | 사소한 냐냐                                    | LICO의 《사소한 냐냐》                                        | 숏 애니            |
| 2018     | 그녀는 흡!혈귀                                 | 정성완의 《그녀는 흡!혈귀》                                   | 숏 애니            |
| 2018     | 나쁜 상사                                      | 네온비의 《나쁜 상사》                                        | 영화, 레진코믹스   |
| 2018     | 남의 BL만화                                    | 보바리의 《남의 BL만화》                                      | 북큐브             |
| 2016     | 노블레스: Awakening                            | 손제호, 이광수의 《노블레스》                                 |                    |
| 2016     | 노블레스: 파멸의 시작                          | 손제호, 이광수의 《노블레스》                                 |                    |
| 2016     | 마음의 소리 1기                                | 조석의《마음의 소리》                                         |                    |
| 2016     | 안녕! 괴발개발                                 | 두순의 《괴발개발》                                           |                    |
| 2015     | 놓지마 정신줄 2기                              | 신태훈, 나승훈의 《놓지마 정신줄》                            |                    |
| 2015     | 타이밍                                         | 강풀의 《타이밍》                                             | 영화               |
| 2014     | 놓지마 정신줄 1기                              | 신태훈, 나승훈의 《놓지마 정신줄》                            |                    |
| 2014     | 발광하는 현대사                                | 강도하의 《발광하는 현대사》                                  | 영화, 다음         |
| 2013     | 혈관고                                         | 박동선의 《혈액형에 관한 간단한 고찰》                        |                    |
| 2011     | 와라! 편의점(TVA)                              | 지강민의 《와라! 편의점》                                     |                    |
| 2011     | 미호이야기                                     | 혜진양의 《미호이야기》                                       |                    |
| 2010     | 뾰족뾰족 포크가족                              | 《Tilly the spiky hands》                                     | 네이버 베스트 도전 |
| 2009     | 와라! 편의점(ONA)                              | 지강민의 《와라! 편의점》                                     |                    |

## 방영예정작품
| 방영년도 | 제목          | 원작                          | 비고       |
| -------- | ------------- | ----------------------------- | ---------- |
| 예정     | 연의 편지     | 조현아의 《연의 편지》        | 극장판     |
| 예정     | 나노리스트    | 민송아의《나노리스트》        |            |
| 2023     | 유미의 세포들 | 이동건의 《유미의 세포들》    | 극장판     |
| 예정     | 하우스키퍼    | 채용택, 유현의 《하우스키퍼》 | 슈퍼스트링 |
| 예정     | 아일랜드      | 윤인완, 양경일의 《아일랜드》 |            |